# Клисура Раче
Клисура Раче, површине 301,80 ha, обухвата клисурасти део долине Раче, на планини Тари, у оквиру националног парка Тара. 
Клисура је локалитет са посебним природним вредностима: изворима топле воде Лађевска врела и прашумом брдске букве (Fagetum submontanum typicum), са стаблима пречника 50–200 cm, висине преко 35 m. Уске, дубоко усечене стрме стране кањона Раче, уз специфичну микроклиму, условили су велико богаство живог света, са многим реликтним врстама и разноврсном фауном. Присутне су заједнице црног граба и црног бора, реликтне чисте орахове шуме, мешовите шуме ораха и букве. На овом простору налази се и више Видиковаца и врло атрактивних геоморфолошких облика,